# Igmándi keserűvíz

Nagyigmánd címere, rajta az aranytálból feltörő forrásvízzel

Az Igmándi keserűvíz gyógyító hatását Schmidthauer Antal komáromi gyógyszerész fedezte fel 1862-ben, aki 1863-ban a gyógyvíz palackozását is megkezdte. Rendkívül nagy töménységének köszönhetően az ásványvíz előbb országos, majd világhírnévre tett szert, számos európai országba, valamint a tengerentúlra is eljutott. Főleg gyomorbántalmakra és más emésztőszervi bajokra alkalmazták, több mint 125 éven keresztül. 1989-ben azonban a vizet adó kutakat lezárták, s ezzel egy időben a keserűvíz palackozása is megszűnt. A település címere továbbra is őrzi a keserűvízkutak emlékét.

## Története

### Felfedezése
1862-ben a Nagyigmánd és Kocs határán lévő közlegelőn a helyiek egy olyan kutat ástak, amelynek vize mindenkinél hasmenést okozott, aki ivott belőle. A települések vezetői Schmidthauer Antal komáromi gyógyszerészt kérték fel az elemzések elvégzésére, aki meggyőződött róla, hogy a kút vize összetételénél fogva a ritka ásványvizek, azon belül a keserű ízű sós vizek közé tartozik, amely rendkívül gazdag magnézium-szulfátban. Eredményeit 1862 szeptemberében Molnár János pesti gyógyszerész is megerősítette részletes vizsgálatai során.

### Terjesztése
Schmidthauer – felismerve a lehetőséget – megvásárolta a legelőt, több kutat is ásatott rajta, a vizet pedig Komáromba szállíttatta, ahol 1863-ban létrehozta palackozó üzemét. Egyúttal megalapította az Igmándi Keserűvíz Kútvállalatot, amely nemcsak (egyébként szénsavas) gyógyvizet, hanem forrássót és pezsgőporokat is gyártott. A palackozott vizet hárommeszelyes (körülbelül egy literes) üvegben forgalmazták, 25 krajcárért. A sót negyed fontos kiszerelésben 70 krajcárért árulták, a dobozonként 1 forintért eladott porból pedig vízben feloldva az eredetivel megegyező hatású gyógyvizet lehetett készíteni.
A fogyasztást az alábbi esetekben javasolták: étvágytalanság; émelygés; böfögés; gyomorégés; hányinger; hányás; emésztési zavarok; vérszegénység; máj, lép és nyirokmirigyek daganataira; székrekedés; aranyeres bántalmak; köszvény és többféle bőrkiütés; szédelgés; fejfájás; heves szívverés; női ivarszervek működési zavaraira; rendszertelen és fájdalmas havivérzésre.
Schmidthauer Antal 1888-ban bekövetkezett halála után fia, a szintén gyógyszerész végzettségű Schmidthauer Lajos vette át a vállalat irányítását. Már a kezdetektől fogva évi több ezer palackot sikerült eladni, de az ő irányításával megkezdődött a keserűvíz nagybani árusítása. Ő kutatta fel a főforrás ereit is. Az ekkor talált ásványvíz vegyelemzését Hankó Vilmos vegyésztanár és balneológus végezte el (eredményeit lásd alább). A némelyik kút egy liternyi vízében talált 85-87, esetenként 93 grammnyi forrássótartalom szinte egyedülállónak számított Európában, a kiemelkedő mennyiségben előforduló magnézium-szulfát pedig, amely az ásványvíz legértékesebb része volt, egészen kivételessé tette az igmándi keserűvizet. Emellett a víz rendkívül tiszta volt, és a szennyeződések is elkerülték, köszönhetően a kutak községektől való nagy távolságának. Schmidthauer Dél-Komáromban létrehozott egy új elosztó- és palackozótelepet, ahonnan az ország minden részébe, sőt külföldre és még az Egyesült Államokba is eljutott az egyre nagyobb hírnévre szert tevő ásványvíz. Az Igmándi keserűvíz védjegyet  – viszonylag későn – 1909-ben jegyeztette be Győrben. Ekkorra már tulajdonostársai is voltak Lozert Kálmán és Grossinger személyében.
A vállalat első világháború utáni éveiről kevés ismeretünk van, de mivel a dél-komáromi telephely magyar területen maradt, feltételezhető, hogy viszonylag folyamatos volt a működés, egészen Schmidthauer Lajos 1943-ban bekövetkezett haláláig.
A második világháború után nehezen indult újra a termelés, 1949-ben pedig államosították is az üzemet, amely a Gyógyvíztermelő Vállalat kezelésébe került. 1951-ben 120 ezer palackot értékesítettek, 1957-ben pedig már 246 ezret. A régi Schmidthauer-üzemet azonban 1964-ben a Komárom megyei Nyomda Vállalat vette kezelésbe, majd egy évvel később már Dél-Budán, a Vízkutató és Fúró Vállalat Gyógy- és Ásványvíz Üzemében palackozták a még mindig rendkívül népszerű keserűvizet.
Egy 1970-es vizsgálat a vízhozam csökkenését állapította meg. A legnagyobb probléma azonban az volt, hogy a közeli legelőket bevonták a mezőgazdasági termelésbe, ami miatt elnitrátosodott a talaj. Mivel pedig nem fúrt, hanem ásott talajvízkutakról volt szó, megmenteni sem lehetett őket az utókor számára.  
Az utolsó keserűvizes palackok 1989 novemberében kerültek le a futószalagról, nem sokkal korábban a kutakat is lezárták, felszámolták. A hivatalos indoklás a csökkenő vízhozamra és az emiatt gazdaságtalan kitermelésre hivatkozott.

### Összetétele
Hankó Vilmos elemzéseinek eredménye a Budapesti Orvosi Ujság 1906. évi szeptember 27-i, 39. számában jelent meg.
| Forrássó neve         | Mennyiség 1000 g vízben (g) |
| --------------------- | --------------------------- |
| Magnézium-szulfát     | 55,1838                     |
| Nátrium-szulfát       | 14,9194                     |
| Nátrium-klorid        | 2,1257                      |
| Kalcium-szulfát       | 1,5436                      |
| Kalcium-hidrokarbonát | 0,5706                      |
| Nátrium-hidrokarbonát | 0,5514                      |
| Kalcium-klorid        | 0,0303                      |
| Kálium-klorid         | 0,0086                      |
| Vas-hidrokarbonát     | 0,0098                      |
| Mangán-hidrokarbonát  | 0,0022                      |
| Szilícium-dioxid      | 0,0480                      |
| Összesen              | 74,9934                     |

## Anomália a név körül
Az Igmándi keserűvíz forrásai nem csupán Nagyigmánd, hanem a szomszédos Kocs településen is megtalálhatóak voltak. A Borovszky Samu által szerkesztett Komárom vármegye és Komárom szabad királyi város a következőket írja Kocs kapcsán (76. oldal): „E község határában láthatók az »Igmándi Keserűvíz« néven forgalomban levő ásványvíz dús forrásai [...]”. Nagyigmánd vonatkozásában pedig ez olvasható (97. oldal): „Határában keserűvízforrások bugyognak, melyeknek vize »Igmándi keserűvíz« néven kerül forgalomba.” A következőket is írja még a könyv (286. oldal): „A Duna jobbpartján, a gesztesi járásbeli Nagyigmánd község határában vannak az igmándi keserűvízforrások, mintegy háromnegyed órányi távolságban a községtől. Az első forrást néhai Schmidthauer Antal komáromi gyógyszerész fedezte fel 1862-ben, ki ez ásványvíz értékét már akkor felismerte.” Ezek alapján tehát egy és ugyanazon eredetű ásványvízről van szó mindkét település esetében.
Más korabeli kiadású könyvek azonban úgy írnak a Kocs határában fellelhető keserűvízről, mintha az egy másik ásványvíz lett volna, vagy mintha ugyanazt a gyógyvizet más néven is forgalmazták volna. A Pallas nagy lexikona ezt írja Kocsról (X. kötet): „K. mellett fakad a Corvin Mátyás név alatt ismeretes keserüviz, mely a legkitűnőbb keserüvizek egyike s gondosan kezelve kerül a forgalomba; nagyon el van terjedve, különösen Amerikában. A vizet aranyeres bajokban, vérbőségben, májbetegségekben, vértorlódásnál jó hatással használják; mint hashajtó szer is értékes.” A Révai nagy lexikona XI. kötetében ez olvasható (775. oldal): „K. mellett fakad a jól kezelt Corvin Mátyás keserűvíz, melyből Amerikába is szállítanak.” Nagyigmánd kapcsán mindkét lexikon csupán egy-egy rövid mondatban említi meg a keserűvizet, bármilyen megnevezés nélkül (A Pallas nagy lexikona a IX. kötetben megtalálható Igmánd szócikkben; Révai nagy lexikona a XIV. kötet 223. oldalán).
Az ellentmondást segít feloldani egyrészt Borovszky Samu fentebb említett könyve (7. oldal): „[A kavicsrétegeknek a] Legnagyobb az elterjedésük Tata, Kömlőd, Császár, Kisbér, Szend, Kocs és Igmánd környékén. Ez utóbbi két község határán, épp e képződménnyel kapcsolatosan, találjuk azokat a keserűvíz-forrásokat, melyek Hunyadi János és Corvin János forrásokként ismeretesek.” Másrészt az 1993-ban kiadott, Balogh Kata és Bárdos István által szerkesztett Komárom-Esztergom megye településtörténeti kalauza című könyvben is ez olvasható Kocsról (215. oldal): „Nevezetessége a keserűvíz-forrás, melyet Corvin Mátyásról neveztek el. Az itt palackozott vizet még Amerikába is szállították.” Ezek alapján tehát az a valószínűbb, hogy nem magát a keserűvizet, hanem a forrásokat nevezték el az említett történelmi személyekről, de mindegyiket egységesen „Igmándi keserűvíz” néven forgalmazták.

## Irodalmi vonatkozások

### Vicc
Az igmándi keserűvízről a legismertebb vicc éppen a magyar történelem egyik legnehezebb időszakában, 1956-ban született. Katona Imre gyűjtéséből való a következő humoros párbeszéd:
– Mi a különbség a halál, az igmándi keserűvíz és az ideológiai szeminárium között?

– Lényegében semmi. Ha menni kell, hát menni kell!

### Könyv
A fordító, Szinnai Tivadar jóvoltából a következő sorokat olvashatjuk Stephen Leacock A Kék Edward című elbeszélésgyűjteményében:
„[…] Kék Edward […] emberek ezreit tartja rettegésben a világ minden táján. Nyomait követtük egészen Sanghajig, hogy aztán hirtelen Madagaszkárban bukkanjon fel. Ő szervezte azt a borzalmas rablótámadást Irkuckban, melynek során tíz muzsikot robbantottak fel egy palack Igmándi-keserűvízzel.” (Eredetiben: „It was he who organized the terrible robbery at Irkutsk in which ten mujiks were blown up with a bottle of Epsom salts.”)